# Миндлин, Рэймонд
Рэймонд Девид Миндлин (17 сентября 1906, Нью-Йорк, Нью-Йорк — 22 ноября 1987, Хановер, Нью-Гэмпшир) — американский учёный-механик.

## Биография
В 1924 году поступил в Колумбийский университет, где получил степень бакалавра в 1931 году. В 1932 году награждён медалью «За знание в науке». Во время своего обучения в аспирантуре принял участие в серии летних курсов, организованных С. Тимошенко в 1933—1935 годах в Мичиганском университете.
В своей докторской диссертации поставил фундаментальные проблемы в теории упругости: определения напряжений в упругом полупространстве в точках нагрузки. Результат, в настоящее время именуемый «проблемой Миндлина», представляет обобщение двух классических решений XIX века Кельвина и Буссинеска. Он стал основой для аналитических зависимостей, широко использующихся в геотехнической инженерии. Результаты были опубликованы в Физическом журнале (в настоящее время — Журнал прикладной физики) в 1936 году, Миндлин получил степень доктора философии.
В 1936—1938 годах научный сотрудник, в 1938—1940 годах преподаватель в области гражданского строительства, с 1940 года — доцент.
В 1942 году был кооптирован в Лабораторию прикладной физики в Силвер-Спринг, штат Мэриленд, где занимался разработкой военно-морских боеприпасов (участник создания неконтактного взрывателя — одного из крупнейших научных достижений в военной области). За эти работы награждён Президентской медалью «За заслуги».
Он вернулся в Колумбийский университет в 1945 году, занял должность доцента, два года спустя получил звание профессора. В 1967 году он был назначен профессором прикладных наук. В отставке с 1975 года.

## Награды и звания
- Национальная медаль науки США (1979)
- Президентская медаль «За заслуги» (1946) (высшая гражданская награда Второй мировой войны)
- Член Национальной инженерной академии (1966)
- Член Национальной академии наук (1973)
- Член Американской академии искусств и наук (1958)
- Научный сотрудник, ASME (1962), почётный член ASME (1969)
- Член Акустического общества Америки (1963)
- Почётный доктор Северо-Западного университета (1975)
- ASCE: Научная премия (1958) и медаль Кармана (1961)
- ASME: Медаль Тимошенко (1964) и медаль ASME (1976)
- ASA: Трент-Креде премия (1971)
- премия Морской Артиллерии развития (1945)
- Сойеровская премия (1967)
- Колумбийский университет: премия Великий Учитель (1960) и Медаль Эглестона (1971)